# Rudolf Hedemann
Rudolf Hedemann, född 12 mars 1889 i Stange, död 18 november 1978 i Hamar, var en norsk motståndsman och socialdemokratisk politiker i Arbeiderpartiet.
Rudolf Hedemann arbetade vid järnvägen och slutade som stationsmästare i Hjellum 1934–1950. 
Under den tyska ockupationen av Norge verkade Hedemann som motståndsman och blev arresterad 23–27 mars 1942 och 15 oktober 1944, då han internerades på Victoria Terasse och Berg fengsel till ockupationens slut. 
Han var ordförande i Vang i Hedmark 1931–1965 och den första fylkesordföranden i Hedmark från 1963. Han var förman i Norsk Herredsforbund 1946–1960. Hedemann hade många förtroendeuppdrag och utsågs 1966 till riddare av första klassen av Sankt Olavs Orden.
Han var son till järnvägsförmannen Reinhart Hedemann och var gift med Kristiane Bjørgås, som avled 1964. Han var far till Reidar Hedemann, läraren och politikern Jenny Hedemann Larsen, Johs Hedemann och Knut Hedemann.